# خاقانية الأويغور
خاقانة الأويغور، هي إمبراطورية تركية، استمرت لمدة قرن تقريبًا بين منتصف القرنين الثامن والتاسع. كانت اتحادًا قبليًّا بقيادة نبلاء أورخون أويغور الذين يطلق عليهم الصينيون اسم جيو شينغ ("العشائر التسع")، وهو ترجمة لاسم (توكوز أوغوز) أو (توكوز توغلوك).

## تاريخ

### بزوغ الأويغور في منغوليا
في عام 742، تمردت قبائل الأويغور والقارلوق والباسميل ضد حاكم خاقانية خانية غوك تورك. واستولى الباسميليون على عاصمة غوك ترك أوتوكن (Ötügen) وملكهم أوزميش خان (Özmish Khan) عام 744، متولّين القيادة الفعلية للمنطقة. وبرغم ذلك تشكل تحالفٌ بين الأويغور والقارلوق ضد الباسميليين في وقت لاحق من العام نفسه. وهزم هذا التحالف الباسميليين وقطعوا رأس ملكهم. ودُمرت قبائل الباسميل بالكامل؛ وبيع أفرادها للصينيين أو وُزعوا على المنتصرين. وأصبح زعيم الأويغور هو الخاقان في منغوليا وزعيم قارلوق هو المستشار. لكن استمر هذا النظام أقل من عام، فقد أجبرت أعمال القتال، بين الأويغور والقارلوق، القارلوق على الهجرة نحو الغرب إلى الأراضي التركية.
كان زعيم الأويغور من قبيلة ياجلاكار (Yaghlakar) (باللغة التركية القديمة: , Jaγlaqar, (بالصينية المبسطة: 药罗葛; بالصينية التقليدية: 藥羅葛; البينيين: yaoluogě; ويد–جيلز: yao-lo-ko))، ويعرف في المصادر الصينية باسم جولي بيلو (Guli peiluo) ((بالصينية: 骨力裴羅)). وحصل على لقب Qutlugh Bilge Köl Kaghan ومعناه (الكاغان المجيد والحكيم والقوي) والقائد الأعلى لجميع القبائل المنغولية التركية وبنى عاصمته في أوردو بالق (Karabalghasun). وفقًا لمصادر صينية، وصلت أراضي الإمبراطورية الأويغورية بعد ذلك إلى «مدينة شيفاي في أقصى الشرق وجبال ألتاي في الغرب وفي الجنوب سيطرت على صحراء جوبي، لذلك غطت الإمبراطورية الأويغورية أراضي كيونغنو القديمة بالكامل».
في عام 747، مات كوتلاج الأول بيلج كاغان، تاركًا ابنه الأصغر بايانشور خان (Bayanchur Khan) ليحكم الإمبراطورية بوصفه الخاقان الإتميش بيلج (El etmish bilge) («مرسخ الدولة والحكيم»). وبعد بناء عدد من المراكز التجارية مع قومية الهان، استخدم بايانشور خان الأرباح لبناء العاصمة أوردو بالق («مدينة المحكمة») ومدينة أخرى باي بالق («المدينة الغنية»)، أعلى نهر سيلينغي. وقام الخاقان الجديد بعد ذلك بسلسلة من الحملات لجمع جميع شعوب السهول تحت رايته. وفي تلك الفترة، توسعت الإمبراطورية إلى حد كبير، بتجمع شعوب سيكيز أوغوز وقيرغوز والأتراك وتتار تقوز والتشيكس وبقايا الباسميليين تحت راية الحكم الأويغوري.
أجبر تمرد آن لوشان (An Lushan) على مملكة تانغ عام 755 الإمبراطور الصيني سوزونغ (Suzong) على اللجوء إلى بايانشور خان طلبًا للمساعدة عام 756. فوافق الخاقان وأمر ابنه الأكبر بتقديم الخدمة العسكرية إلى إمبراطور تانغ وساعده على إخماد هذه الثورات وكذلك هزيمة الجيش التبتي الغازي من الجنوب وأخذ كلا العاصمتين تشانغ آن الغربية ولويانغ الشرقية بمعاونة قوات إمبراطورية تانغ من المتمردين. ونتيجة لذلك، حصل الأويغور على ضريبة من الصينيين عام 757 تبلغ 20000 لفة من الحرير وزوّج إمبراطور الصين ابنته (الأميرة نينغو Ninguo) إلى بايانشور خان، في حين تزوج الإمبراطور سوزونغ من أميرة أويغورية.
في عام 758، تحول اهتمام الأويغور إلى قبيلة منافسة لهم تعيش في السهوب، وهي قبيلة قيرغيز التي كانت تعيش في الشمال. فقام بايانشور خان بتدمير العديد من مراكزهم التجارية قبل ذبح جيش القيرغيز وإعدام الخان.
في عام 759، مات بايانشور خان بعد إفراطه في الشراب في أحد الاحتفالات.[بحاجة لمصدر] وخلفه ابنه تينكري بوكو (Tengri Bögü) وعرف باسم الخاقان كوتلاغ طرخان سينجان (Qutlugh Tarkhan sengün).[بحاجة لمصدر]

### العصر الذهبي

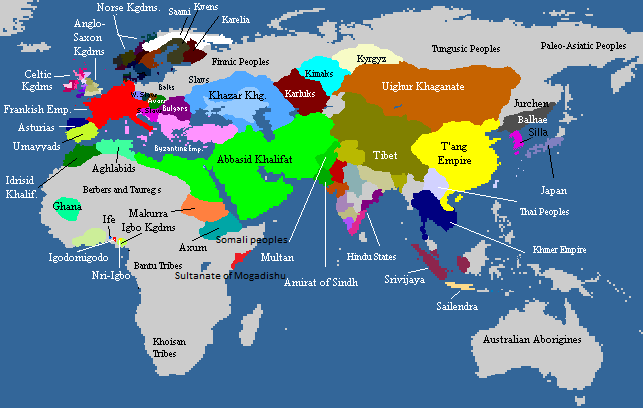
خانية الأويغور في السياق الجيوسياسي، حوالي 820 ميلادي

وصل الأويغور إلى قمة السلطة في عهد تينكري بوكو. في عام 762، تمكن إمبراطور تانغ دايزونغ (Daizong)، بمساعدة تينكري بوكو، أخيرًا من قمع تمرد آن لوشان (ثم تحت قيادة الإمبراطور شي تشويا (Shi Chaoyi)) وتم استرداد العاصمة الشرقية لويانغ. واختتمت معاهدة السلام والتحالف مع إمبراطورية تانغ، التي كان لديها التزامات بدفع 40 لفة من الحرير إلى إمبراطورية الأويغور مقابل كل حصان أحضره الأويغور، كما تم اعتبار الأويغور الذين كانوا يعيشون في تانغ الصينية جميعهم «ضيوف» وتحرروا من دفع أية ضرائب ومن تكاليف الإقامة.
التقى الخاقان تينكري بوكو بكهنة مانويين من إيران في إحدى حملاته، واعتنق المانوية واتخذها الديانة الرسمية للإمبراطورية الأويغورية عام 763. وكان أحد تأثيرات هذا الاعتناق زيادة تأثير السوقديانيين في المحاكم الأويغورية. في عام 779، خطط تينكري بوكو، بتحريض من مستشاريه السوقديانيين، لغزو الصين للاستفادة من ارتقاء الإمبراطور الجديد ديزونج (Dezong) لعرش إمبراطورية تانغ. ومع ذلك، عارض تون باغا طرخان (Tun Bagha Tarkhan)، عم تينكري بوكو، هذه الخطة قائلاً:
أصبح تون باغا منزعجًا وهاجم بوكو وقتله، وفي الوقت نفسه، قتل ما يقرب من ألفي شخص من بين أسرة الخاقان وزمرته ومستشاريه السوقديان.

كان من المفترض أن يتولى سفير تانغ في إمبراطورية الأويغور هذا التمرد. اعتلى تون باغا طرخان العرش بلقب ألب كوتلاغ بيلج (Alp Qutlugh Bilge) ومعناه («المنتصر والمجيد والحكيم») وفرض مجموعة جديدة من القوانين، التي تهدف لتأمين وحدة الخاقانية، كما أنه تحرك ضد القيرغيز مرة أخرى، وجمعهم في النهاية تحت قيادة خاقانية الأويغور.

### الانهيار
تراجعت قوة الإمبراطورية الأويغورية وبدأت في التفكك بعد وفاة تون باغا طرخان عام 789. وأخذ سكان التبت منطقة بشبالق من الأويغور، واستولى القارلوق على وادي فو-تو، الأمر الذي جلب الخوف الشديد لشعب الأويغور. في عام 795، مات الخاقان الذي حمل لقب كوتلاغ بيلج (Qutlugh Bilge)، وانتهت سلالة ياجلاكار. وأعلن الجنرال كوتلاغ نفسه الخاقان الجديد، متخذًا لقب Tängridä ülüg bulmïsh alp kutlugh ulugh bilgä kaghan ومعناه («ولد بعظمة في السماء المقمرة والمنتصر والمجيد والخاقان العظيم والحكيم»)، مؤسسًا سلالة حاكمة جديدة، وهي إديز (Ediz) (باللغة الصينية: A-tieh). وبوجود القيادة القوية مرة أخرى، تجنبت الخاقانية الانهيار. وأصبح كوتلاغ معروفًا بقيادته وإدارته للإمبراطورية. وبالرغم من أنه عمل على تقوية الإمبراطورية إلا أنه فشل في استعادة قوتها السابقة. وبوفاته عام 808، بدأت الإمبراطورية في التفكك مرة أخرى. وخلفه ابنه الذي بدأ في تحسين التجارة في آسيا الداخلية. ولم يعرف اسم آخر الخاقانات العظماء للإمبراطورية، الذي حمل لقب Kün tengride ülüg bulmïsh alp küchlüg bilge ومعناه («المولود بعظمة في السماء المشمسة والمنتصر والقوي والحكيم»)، والذي تضمنت إنجازاته تحسين التجارة حتى منطقة سوقديان، وصد في المعركة جيش من التبت الغازين عام 821. وتوفي هذا الخاقان عام 824 وخلفه أخوه، كاسار (Qasar)، الذي قُتل عام 832، مما فتح عصر من الفوضى. في عام 839، دُفع الخاقان الشرعي للانتحار، واغتصب السلطة وزير يُدعى كوربير (Kürebir) واستولى على العرش بمساعدة الفرسان البالغ عددهم 20000 المدعوون من قبيلة شاتو في صحراء أوردوس. وفي نفس العام، كانت هناك مجاعة ووباء وخاصة مع الشتاء القارس جدًا الذي قتل الكثير من المواشي التي كان يعتمد عليها اقتصاد الأويغور.
في الربيع التالي، عام 840، فر واحد من الوزراء الأويغور التسع، كولوك باغا (Kulug Bagha)، وهو غريم كوربير، إلى قبيلة القيرغيز ودعاهم للغزو من الشمال بقوة تقدر بحوالي 80000 فارس. ونهبوا عاصمة الأويغور أوردو بالق، وسووها بالأرض. وألقى القيرغيز القبض على خاقان الأويغور كوربير (خسا) وقطعوا رأسه على الفور. وواصل القيرغيز تدمير باقي مدن الاويغور، حارقين إياهم حتى صاروا هشيمًا تذروه الرياح. وتم اغتيال آخر خاقان شرعي، أوجي (Öge)، عام 847، بعد أن أمضى 6 سنوات من حكمه في مقاتلة القيرغيز، أنصار منافسه أورمايزت (Ormïzt) شقيق كوربير، ومحاربة قوات مملكة تانغ على الحدود في مدينتي أوردوس وشانكسي، اللتان غزاهم عام 841. هذا الغزو القيرغيزي دمر الإمبراطورية الأويغورية، مشردًا شعب الأويغور في كافة أنحاء آسيا الوسطى.

## النتائج المترتبة
بعد سقوط الإمبراطورية، تشكلت مملكتان هما يوغور (848–1036) في قانسو وكارا خوجة (856–1369) بالقرب من مدينة تورفان، على يد الأويغور الذين فروا (من الجنوب الغربي والغرب على التوالي) من قيرغيز ينيسي. واعتنق الأويغور البوذية في كارا خوجة (Kocho)، وكانوا حسب Dīwānu l-Luġat al-Turk (ديوان لغات الترك) الذي ألفه محمود الكاشغري (Mahmud al-Kashgari)، «أقوى من الكفار». وفي عام 1209، أعلن حاكم كارا خوجة بارشوك آرت تكين (Idiqut Barchuq) ولاءه لـ جنكيز خان وأصبح الأويغور موظفو خدمة مدنية مهمين في أواخر عهد إمبراطورية المغول، التي اعتمدت الأبجدية الأويغورية أبجديتها الرسمية.
وحسب الكتاب الجديد عن إمبراطورية تانغ، لجأ فريق ثالث إلى القارلوق. وأسس القارلوق، مع قبائل أخرى مثل تشيكل وياغمايُعتقد أن تكون تابعة لـ تقوز أوغوز)، قراخانات في وقت لاحق (940 - 1212). ولذلك يميل بعض المؤرخين الصينيين، على عكس المؤرخين الغربيين، إلى ربط سلالة القراخانات بالأويغور. واعتنق السلطان ستوق بغراخان (Sultan Satuq Bughra Khan)، الذي يعتقد أنه من قبيلة ياغما من آرتش، الإسلام وسيطر على مدينة كاشغر.

## قائمة خاقانات الأويغور
القائمة التالية مبنية على بحث دنيس سينور (Dennis Sinor)، "إمبراطورية الأويغور في منغوليا،" دراسات في آسيا الداخلية في العصور الوسطى، Variorum, 1997, V: 1-25 (The Uighur Empire of Mongolia," Studies in Medieval Inner Asia, Variorum, 1997, V 1-25). وبسبب الألقاب الأويغورية والصينية المعقدة والمتضاربة، أصبحت الآن الإشارات إلى الحكام تتضمن نمطياً ترتيبهم في التسلسل، وهو الأمر الذي ازداد تعقيدًا باستبعاد ابن عابر لم يُذكر اسمه للحاكم رقم 4 بين الحاكمين 5 و6 في عام 790، وكذلك اشتمالها على نظام حكم غير شرعي بين الحاكمين 7 و9.
1. 744–747 Qutlugh bilge köl (K'u-li p'ei-lo)
2. 747–759 بايانشور خان (بايانشور خان، Mo yen ch'o)، ابن الحاكم الأول
3. 759–779 كوتلاغ طرخان سينجان (تينكري بوكو، Teng-li Mou-yü)، ابن الحاكم الثاني
4. 779–789 ألب كوتلاغ بيلج (تون باغا طرخان)، ابن الحاكم الأول
5. 789–790 Ai tengride bulmïsh külüg bilge (To-lo-ssu)، ابن الحاكم الرابع
6. 790–795 كوتلاغ بيلج (A-ch'o)، ابن الحاكم الخامس
7. 795–808 Ai tengride ülüg bulmïsh alp qutlugh ulugh bilge (كوتلاغ، Ku-tu-lu)
8. 805–808 Ai tengride qut bulmïsh külüg bilge (حكم غير شرعي: في فترة التي تنتمي للحاكم السابع، ومسماه على اسم الحاكم التاسع)
9. 808–821 Ai tengride qut bulmïsh külüg bilge (Pao-i)، ابن الحاكم السابع
10. 821–824 Kün tengride ülüg bulmïsh alp küchlüg bilge (Ch'ung-te)، ابن الحاكم التاسع
11. 824–832 Ai tengride qut bulmïsh alp bilge (كاسار، Ko-sa)، ابن الحاكم التاسع
12. 832–839 Ai tengride qut bulmïsh alp külüg bilge (Hu)، ابن الحاكم العاشر
13. 839–840 كوربير (Ho-sa)، مغتصب السلطة
14. 841–847 أوجي، ابن الحاكم التاسع
15. 744–747 كوتلاج الأول بيلج كاغان
16. 747–759 بايانشور خان
17. 759–779 بوكو Kagan
18. 779–789 تون باغا طرخان
19. 789–790 Ay Tengride Kut Bulmış Külük Bilge Kagan
20. 790–795 Kutluk Bilge Kagan
21. 795–808 Ay Tengride Ülüg Bulmış Alp Ulug Kutlug Bilge Kagan
22. 805–808 Ay Tengride Kut Bulmış Alp Külük Bilge Kagan
23. 808–821 Ay Tengride Kut Bulmış Alp Bilge Kagan
24. 821–824 Kün Tengride Ülüg Bulmış Alp Küçlüg Bilge Kagan
25. 824–832 Alp Bilge Hasar Tigin Tengri Kagan
26. 832–839 Alp Külüg Bilge Kagan
27. 841–847 Üge Kagan